# Eichstätts stift
Eichstätts stift (latin: Dioecesis Eystettensis, tyska: Bistum Eichstätt) är ett av tjugo katolska stift i Tyskland. Det tillhör Bambergs kyrkoprovins. Biskop är Gregor Maria Franz Hanke.